# Базьеж
Базье́ж (фр. Baziège, окс. Basièja) — коммуна во Франции, находится в регионе Юг — Пиренеи. Департамент — Верхняя Гаронна. Входит в состав кантона Монжискар. Округ коммуны — Тулуза.
Код INSEE коммуны — 31048.

## География
Коммуна расположена приблизительно в 610 км к югу от Парижа, в 22 км к юго-востоку от Тулузы.
По территории коммуны протекает река Эр-Мор и её небольшие притоки — Висан (фр. Visenc) и Ривель (фр. Rivel).

## Климат
Климат умеренно-океанический. Зима мягкая и снежная, весна характеризуется сильными дождями и грозами, лето сухое и жаркое, осень солнечная. Преобладают сильные юго-восточные и северо-западные ветры.

## Население
Население коммуны на 2010 год составляло 3189 человек.
| 1962 | 1968 | 1975 | 1982 | 1990 | 1999 | 2010 |
| ---- | ---- | ---- | ---- | ---- | ---- | ---- |
| 1146 | 1194 | 1280 | 1648 | 1874 | 2204 | 3189 |

## Администрация
| Период | Период | Фамилия             | Партия                  | Примечания |
| ------ | ------ | ------------------- | ----------------------- | ---------- |
| 1993   | 2014   | Робер Жандр         | Социалистическая партия |            |
| 2014   | 2020   | Жан-Франсуа Руссель | Разные правые           |            |

## Экономика
В 2010 году среди 2046 человек трудоспособного возраста (15—64 лет) 1587 были экономически активными, 459 — неактивными (показатель активности — 77,6 %, в 1999 году было 71,2 %). Из 1587 активных жителей работали 1467 человек (759 мужчин и 708 женщин), безработных было 120 (57 мужчин и 63 женщины). Среди 459 неактивных 190 человек были учениками или студентами, 133 — пенсионерами, 136 были неактивными по другим причинам.

## Достопримечательности
- Церковь Св. Евтропия (XVI век). Исторический памятник с 1986 года[4]
- Церковь в тулузском стиле. Исторический памятник с 1950 года[5]
- Авиационный маяк (2-я четверть XX века). Исторический памятник с 2010 года[6]

## Фотогалерея
- Церковь Св. Евтропия
- Церковь в тулузском стиле
- Мэрия
- Военный мемориал
- Авиационный маяк
- Река Эр-Мор